# 龍的行動
龍的行動（葡萄牙語：Operação Dragão），或稱八九大赦，是葡屬澳門在1989年的大規模登記行動，以解決當時澳門無證兒童的問題，後來擴展為所有無證人士登記，至1996年結束。

## 背景
自1980年代，大量非法移民偷渡進入澳門，引致在澳無證人士增多，而不少私立學校均有錄取其子女入校就讀，此舉間接令葡屬澳門政府難以遣返其非法入境人士。而過往澳門政府曾先後三次特赦無證人士，可惜每次都未有全盤考慮，加上當時政府始終沒有一個徹底整治和解決的方案，結果遲遲未能杜絕無證居民，遺下今次事件的伏線。

## 事件經過
1989年1月初，澳門政府宣佈在10和11日為18歲以下的無證青少年進行身份識別登記，1月13日由治安警察廳派員到各校為曾於1986年和1988年接受調查的無證學生登記。

### 資格
接受登記的青少年必須符合下列條件：
- 父母雙方均持有澳門身份證；
- 父母其中一方持有澳門身份證，而登記人持有仁伯爵醫院、鏡湖醫院或聖辣非醫院之出院證明書（出院紙）或出生證明書（出世紙）；
- 父母均沒有澳門身份證的情況下，由一名持證在澳居留親屬證明登記人在澳門出生。

而無證學生必須符合以下條件才會被接受登記：
- 曾經接受調查之無證學生且至1989年1月31日未滿18歲；
- 曾經在接受調查之澳門收容所收容或幼兒園就讀之人士；
- 在1986年及1988年進行調查時曾經接受調查，但登記時已不在澳門各學校、托兒所、收容所就讀。

之後，所有已被接受登記的無證青少年和學生都要經過甄別，而獲通過者便可獲發澳門身份證。

### 登記及甄別
1989年1月10日，幾千名家長攜同其無證子女前往舊治安警察總部（現為交通廳）登記，但場面一度混亂，人龍更一度阻塞士多鳥拜斯大馬路。當局為控制場面，在羅理基博士大馬路治安警察局總部再增設登記處，短短兩天就有超過2萬人前往輪候，其中接受登記的約有5600人。1月13日，警方派員到澳門各間學校、托兒所、收容所為無證學生登記，接受登記者達3500人。當局完成所有登記工作後即進行甄別，結果有接近1600名無證青少年及超過2500名無證學生通過甄別，獲發澳門永久性居民身份證。 
自從當局是次替全澳無證學生登記後，隨即正式禁止學校錄取無證學生。但其後仍有不少非法入境者到達澳門，而使得其子女不能在澳入學，不過當中有人借相熟親友子女的證件冒名讀書，結果變成了「一證多生」。其後更有謠言稱政府會再度特赦，於是引來數百名無證人士湧至舊警察總部門外聚集。當局擔心會引發騷亂，派出大批警員將人群驅散。

### 三二九大赦
1990年1月，澳門立法會議員汪長南發起「助你家人團聚」的組織，以協助內地的人士在澳團聚。及至3月27日，澳門保安部隊宣佈發證給在1989年獲登記無證青少年的無證父母；但消息傳出後惹來大批無證者不滿，原因是簽發範圍未覆蓋到自己，故自發性上街示威。至同日傍晚，聚集在治安警察廳舊總部附近的無證父母及其子女達到數十名，後來人群湧往南灣政府總部靜坐，此時人數已增至數百人。聚集的人群不斷上升，參加的不只是無證父母，還有無證老人、青年和兒童，其提出的要求由發證給無證父母擴展為所有的無證者，後來聚集人數逾萬人。
3月28日上午，澳門總督文禮治派持槍的警員到汪長南的寓所「邀請」汪長南到澳督府，汪長南毅然單身前往。由於澳督府門外群情凶湧、要求文禮治釋放汪長南，最後文禮治總督同意釋放。
期間當局與人群多次進行談判，但均告破裂，晚上靜坐更演變成絕食示威。其後當局下令清場，警方將聚集的人群分散，並用警車將在場婦孺帶走。但當局在當晚10時又突然宣佈為所有無證人士登記，其後已散去的數以萬計的無證人士聞訊再趕回南灣政府總部。為避免發生暴亂，當局再宣佈在提督馬路舊特警總部進行發證工作。3月29日凌晨2時，人群擠滿在後面的蓮峰球場和逸園賽狗場，期間場內人士發生推撞，並發生踩踏事故。其後特警總部和逸園狗場門前亦先後發生踩踏意外，其中在逸園門前近百人發生踩踏，在場警員鳴槍示警，喝止仍在推撞的人潮。三宗踩踏意外，造成200多人受傷。意外發生後，當局正式開始為無證者登記，至當日晚上9時結束。獲登記的人數有四萬多人，並獲發登記紙，是為「三二九大赦」。
其後，當局對已登記者進行資格甄別，凡有案底或持有中華人民共和國護照來澳者等不予登記；符合資格者將獲發臨時逗留證，但須每年續期一次。至5月7日，澳葡登記工作組設立的九零登記無證人士協調委員會分設四個站點，為登記者進行資料認別工作。7月27日，約有33000人獲得重新登記；8月27日，委員會向該批登記人士發出臨時逗留證。10月2日完成所有發證工作，一共發出26500張臨時逗留證。10月20日，當局再發出臨時逗留證給大約500名原先不獲發證的持過期雙程證人士。

### 簽發身份證
持有臨時逗留證的人士跟持有澳門身份證者一樣，可在澳門自由行走、工作、入學、簽契和享受醫療等福利；不過，若在期間觸犯澳門法律，臨時逗留證就會被取消，並須即時遣返原居地。1995年，累積持有臨時逗留證者有33000名；同年9月8日，澳門總督韋奇立宣佈會為該批人士發出澳門身份證。1996年7月22日，身份證明司為所有持臨時逗留證者發出澳門身份證，龍的行動至此暫告一段落；七年後，此批人士陸續換領澳門永久性居民身份證。

## 外部連結
- 澳門立法會 - 1990年4月30日全體會議摘錄